# Barkplattbaggar
Barkplattbaggar (Pythidae) är en familj i insektsordningen skalbaggar som förekommer i Eurasien och Nordamerika, och med ett fåtal arter på södra halvklotet. Familjen omfattar cirka 50 arter. I Sverige finns tre arter som alla tillhör släktet Pytho, nämligen större barkplattbagge (P. kolwensis), mindre barkplattbagge (P. abieticola) och Pytho depressus. Alla tre arterna är rödlistade.